# Seid Hajrić
Seid Hajrić (Tešanj, 5. lipnja 1983.) je bosanskohercegovački profesionalni košarkaš. Igra na poziciji krilnog centra, a trenutačno je član Bosne ASA BH Telecom.

## Karijera
Karijeru je započeo u Čeliku iz Zenice za koji je nastupao od 1999. do 2001., da bi se nakon toga okušao u inozemstvu. U sezoni 2002./03. nastupao je za češku Slaviju, potom 2003./04. za Kemoplast Alpost iz Slovenije. Sljedeće tri sezone proveo je u poljskom Anwilu. Sezonu 2007./08. Hajrić je započeo u još jednoj poljskoj momčadi, Polpaku, odakle je stigao u KK Bosnu. 